# Hexachaeta socialis
Hexachaeta socialis är en tvåvingeart som först beskrevs av Christian Rudolph Wilhelm Wiedemann 1830.  Hexachaeta socialis ingår i släktet Hexachaeta och familjen borrflugor. Inga underarter finns listade i Catalogue of Life.